# Gabriel Paletta
Gabriel Alejandro Paletta (* 15. Februar 1986 in Buenos Aires) ist ein ehemaliger italienisch-argentinischer Fußballspieler, der zuletzt bis Februar 2023 bei der AC Monza unter Vertrag gestanden hatte. Mit 123 Spielen absolvierte er zwischen 2010 und 2015 seine meisten Ligaspiele für den FC Parma in der italienischen Serie A. Außerdem spielte er dreimal für die italienische Nationalmannschaft, mit welcher er auch an der Fußball-Weltmeisterschaft 2014 in Brasilien teilgenommen hatte.

## Karriere

### Beginn der Karriere in Argentinien
Paletta wurde am 15. Februar 1986 in Buenos Aires geboren und begann seine Karriere als Fußballer in der Jugend von CA Banfield. Im Jahr 2004 wurde er in die Profimannschaft befördert und spielte im Februar 2005 beim Spiel gegen River Plate erstmals für die 1. Mannschaft.

#### U20-Weltmeisterschaft 2005
Seinen ersten großen internationalen Auftritt hatte er bei der U20-Weltmeisterschaft 2005 in den Niederlanden, als er mit heutigen Stars wie Lionel Messi und Sergio Agüero den Titel für die argentinische U20-Auswahl gewinnen konnte. Er war an allen Spielen beteiligt und so wurden auch die Scouts des FC Liverpool auf das Defensivtalent aufmerksam.

### Wechsel nach England und die Rückkehr nach Argentinien
Zur Saison 2006/07 wechselte Paletta daraufhin nach Europa zum FC Liverpool. Palettas damaliger Trainer Rafael Benítez verglich ihn mit Stars wie den Argentinier Roberto Ayala oder den Engländer Jamie Carragher. Die Reds gaben umgerechnet circa drei Millionen Euro für den Innenverteidiger aus. Den ersten Einsatz für Liverpool war bei einem Vorbereitungsspiel gegen den FC Wrexham im Juli 2006. Sein Pflichtspieldebüt gab Paletta am 25. Oktober 2006 beim Spiel im League Cup gegen den FC Reading. Bei diesem Spiel erzielte er auch sein erstes Tor für die Reds.
Nach nur drei Ligaspielen für die Reds wechselte Paletta 2007 zurück in die Heimat Argentinien und unterschrieb einen Vertrag bei den Boca Juniors. Sein Debüt gab er am 10. Februar 2009 beim 1:1 gegen CA Rosario Central, das er durchspielte. 2008 gewann er mit den Boca Juniors den Recopa Sudamericana. Für Boca absolvierte er insgesamt 74 Pflichtspiele und erzielte dabei 5 Tore.

### Wechsel nach Italien

#### FC Parma
Im Juli 2010 unterzeichnete Paletta einen Vertrag beim FC Parma in der italienischen Serie A. Erstmals für Parma spielte er im September 2010 beim Ligaspiel gegen den CFC Genua. Bereits in seinem ersten Jahr in Italien stand Paletta bei 26 Ligaspielen in der Startelf von Parma. Diesen Status als wichtiger Leistungsträger und Stammspieler festigte Paletta in den folgenden Jahren und absolvierte insgesamt 131 Pflichtspiele für den FC Parma.

#### Weltmeisterschaft 2014
Durch seine Leistungen in der Serie A wurde auch der italienische Verband auf Paletta aufmerksam und so wurde er im März 2014 erstmals in den Kader der italienischen Nationalmannschaft einberufen. Er debütierte für Italien beim Freundschaftsspiel gegen Spanien im März 2014 und wurde daraufhin auch in den Kader für die Weltmeisterschaft 2014 in Brasilien einberufen. Bei der WM kam Paletta nur beim 1:2-Sieg gegen England im ersten Gruppenspiel zum Einsatz. Italien verlor die folgenden Spiele gegen Costa Rica und Uruguay und schied bereits in der Gruppenphase aus dem Turnier aus. Er wurde im September 2014 erneut in die Nationalmannschaft einberufen, musste aber verletzungsbedingt Absagen. Es folgte keine weitere Nominierung und dadurch war sein drittes Länderspiel bei der Weltmeisterschaft auch das letzte Länderspiel für Paletta.

#### AC Mailand
Am 2. Februar 2015 wechselte Paletta zur AC Mailand. Nur 5 Tage nach seinem Transfer spielte er beim Ligaspiel gegen Juventus Turin erstmals für Milan. In der restlichen Saison kam er auf 13 weitere Einsätze für die Mailänder.
Für die Saison 2015/16 wechselte Paletta per Leihe zu Atalanta Bergamo. Bei Atalanta gehörte er auf Anhieb zu den gesetzten Spielern in der Startelf und absolvierte dadurch trotz einer Knieverletzung 24 Ligaspiele.
Nach der Leihe kehrte Paletta im Sommer 2016 zurück zur AC Mailand und wurde in der Spielzeit 2016/17 mit 30 Ligaeinsätzen zu einem wichtigen Stammspieler in der Innenverteidigung der Mailänder. Durch einen 5:4-Sieg im Elfmeterschießen gewann Paletta im Dezember 2016 mit der AC Mailand den italienischen Superpokal gegen Juventus Turin. Nachdem im Sommer unter anderem Leonardo Bonucci und Mateo Musacchio verpflichtet wurden, spielte Paletta in der folgenden Saison 2017/18 keine wichtige Rolle mehr für Milan. Im Januar 2018 lösten Paletta und der AC Mailand den Vertrag daraufhin einvernehmlich auf.

### Wechsel nach China
Im Februar 2018 wechselte Paletta nach China und schloss sich Jiangsu FC an. Er debütierte für die Chinesen im März 2018 beim 1:3-Sieg gegen Guizhou FC. Bei seinem neuen Verein war Paletta in der Startelf gesetzt und absolvierte in zwei Jahren 46 Pflichtspiele und erzielte dabei ein Tor. Nachdem der Vertrag ausgelaufen war, verließ er Jiangsu FC im August 2019.

### Rückkehr nach Italien
Am 6. November 2019 unterzeichnete er nach einem halben Jahr ohne Verein einen Vertrag beim italienischen Drittligisten AC Monza. Erstmals für Monza spielte er im Dezember 2019 beim 3:0-Heimsieg gegen die AS Giana Erminio. Paletta, welcher bei den meisten Spielen in der Startelf gestanden hatte, beendet die Spielzeit 2019/20 mit Monza, welche durch COVID-19-Pandemie im März 2020 vorzeitig abgebrochen werden musste, auf dem 1. Tabellenplatz und stieg somit in die Serie B auf. Auch in der zweiten Liga war Paletta ein wichtiger Leistungsträger von Monza und stand dabei regelmäßig in der Startelf. Monza und Paletta beendeten die Saison 2020/21 auf dem 3. Tabellenplatz, scheiterten allerdings im Halbfinale der Play-offs an der AS Cittadella. Im folgenden Jahr gelang Monza und Paletta durch die Play-offs der Aufstieg in Serie A. In der Serie A spielte Paletta keine relevante Rolle mehr für Monza, auch weil er wegen einer Verletzung am Oberschenkel lange ausfiel. Dies führte dazu, dass Paletta und Monza den Vertrag im Februar 2023 einvernehmlich auflösten und Paletta seine Karriere beendete. Paletta hat in 3 Jahren 50 Pflichtspiele für Monza absolviert und den Verein von der drittklassigen Serie C bis in die Serie A begleitet.

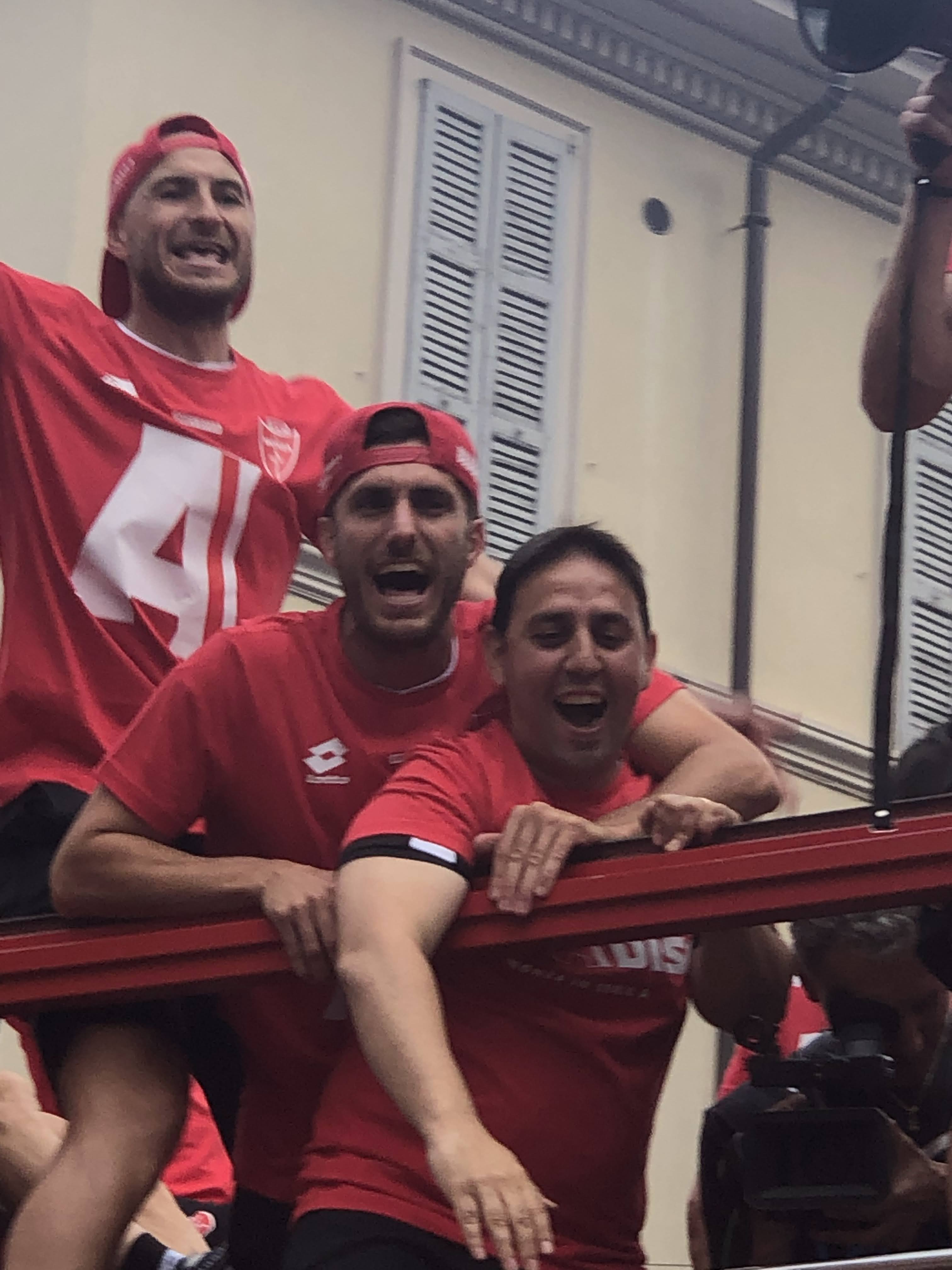
Paletta feiert den Aufstieg der AC Monza in die Serie A (2022)

## Erfolge
Argentinien U20
- U20-Fußball-Weltmeister: 2005

Boca Juniors
- Recopa Sudamericana: 2008

AC Mailand
- Italienischer Superpokal: 2016/17

AC Monza
- Italienischer Drittligameister und Aufstieg in die 2. Liga: 2019/20
- Aufstieg in die Serie A: 2021/22

## Spielstil
Paletta war ein klassischer Innenverteidiger der sowohl in der 4er, als auch in der 3er-Abwehrkette spielen konnte. Zeitweise fiel er durch seine vielen Platzverweise auf, wodurch er auch in der Dekade von 2010 bis Ende 2019 zu den Spielern mit den meisten Platzverweisen gehörte.

## Leistungsdaten
Übersicht über alle Pflichtspiele von Paletta in den Vereinen und Nationalmannschaften.
| Verein                            | Zeitraum                          | Wettbewerbe | Spiele | Tore | Torvorlagen | Gelb/Gelb-Rot/Rot |
| --------------------------------- | --------------------------------- | --- | ------ | ---- | ----------- | ----------------- |
| CA Banfield                       | 2004–2006                         | - Clausura - Apertura - Copa Sudamericana - Copa Libertadores                                                     | 47     | 6    | 0           | 12 / 0 / 0        |
| FC Liverpool                      | 2006–2007                         | - Premier League - EFL Cup - UEFA Champions League - UEFA-Champions-League-Qualifikation                          | 8      | 1    | 2           | 2 / 0 / 0         |
| Boca Juniors                      | 2007–2010                         | - Clausura - Apertura - Copa Sudamericana - Recopa Sudamericana - Copa Libertadores - FIFA-Klub-Weltmeisterschaft | 74     | 5    | 1           | 15 / 0 / 2        |
| FC Parma                          | 2010–2015                         | - Serie A - Coppa Italia                                                                                          | 131    | 6    | 3           | 33 / 2 / 0        |
| AC Mailand                        | 2015–2018                         | - Serie A - Coppa Italia - Supercoppa Italia - UEFA Europa League                                                 | 47     | 2    | 2           | 10 / 3 / 2        |
| Atalanta Bergamo                  | 2015–2016                         | - Serie A - Coppa Italia                                                                                          | 24     | 1    | 0           | 5 / 0 / 2         |
| AC Mailand Primavera              | 2017                              | - Campionato Primavera 1                                                                                          | 3      | 0    | 0           | 0 / 0 / 0         |
| Jiangsu FC                        | 2018–2019                         | - Chinese Super League - Chinese FA-Cup                                                                           | 46     | 1    | 2           | 4 / 0 / 2         |
| AC Monza                          | 2019–2023                         | - Serie B - Serie B Play-offs - Serie C - Coppa Italia                                                            | 50     | 2    | 0           | 8 / 0 / 0         |
| Insgesamt (Vereine):              | Insgesamt (Vereine):              | Insgesamt (Vereine):                                                                                              | 430    | 24   | 10          | 89 / 5 / 8        |
| Argentinien U20                   | 2005                              | - U20-Weltmeisterschaft 2005                                                                                      | 7      | 0    | 0           | 2 / 0 / 0         |
| Italien                           | 2014                              | - Freundschaftsspiele - Weltmeisterschaft 2014                                                                    | 3      | 0    | 0           | 0 / 0 / 0         |
| Insgesamt (Nationalmannschaften): | Insgesamt (Nationalmannschaften): | Insgesamt (Nationalmannschaften):                                                                                 | 10     | 0    | 0           | 2 / 0 / 0         |
| Insgesamt:                        | Insgesamt:                        | Insgesamt: | 440    | 24   | 10          | 91 / 5 / 8        |